# Heinz Kölbl
Heinz Kölbl (* 10. Januar 1957 in Wien) ist ein österreichischer Gynäkologe und Hochschullehrer.

## Leben
Kölbl wurde 1981 zum Doktor der Medizin promoviert. Von 1983 bis 1995 war er an der II. Universitäts-Frauenklinik Wien tätig. 1990 wurde er habilitiert und erhielt die venia docendi für Geburtshilfe und Frauenheilkunde. 1994 wurde er zum stellvertretenden Leiter der Klinischen Abteilung für Gynäkologie und Geburtshilfe der Universitätsklinik für Frauenheilkunde Wien gewählt. Im gleichen Jahr übernahm er eine Gastprofessur an der University of Arizona und 1995 eine Gastprofessur an der University of California, Los Angeles. Von 1999 bis 2003 war Kölbl Direktor der Universitätsklinik und Poliklinik für Gynäkologie an der Martin-Luther-Universität Halle-Wittenberg. 2002 hatte Kölbl eine Gastprofessur an der Universität Perugia inne. In den Jahren 2003–2012 war Kölbl als Direktor der Klinik und Poliklinik für Geburtshilfe und Frauenkrankheiten in der Universitätsmedizin der Johannes Gutenberg-Universität Mainz tätig. Seit 2012 hat er die Leitung der Klinischen Abteilung für Allgemeine Gynäkologie und Gynäkologische Onkologie an der Universitätsklinik für Frauenheilkunde des AKH Wien und der MedUni Wien inne. Neben seiner umfangreichen Publikationstätigkeit ist Kölbl Mitherausgeber eines Standardwerks seines Fachs. Er beschäftigt sich insbesondere mit gynäkologischer Urologie und Onkologie.
Am 15. September 2004 wurde Heinz Kölbl in der Sektion Gynäkologie und Pädiatrie unter der Matrikel-Nr. 6975 als Mitglied in die Deutsche Akademie der Naturforscher Leopoldina aufgenommen.

## Schriften (Auswahl)
- Wolfgang Fischer, Heinz Kölbl (Hrsg.): Urogynäkologie in Praxis und Klinik. Walter de Gruyter (Verlag) 1995. ISBN 978-3-11-013571-8.